# Micrômét
Một micrômét (viết tắt là µm) là một khoảng cách bằng một phần triệu mét (10−6 m).
Trong hệ đo lường quốc tế, micrômét là đơn vị đo được suy ra từ đơn vị cơ bản mét theo định nghĩa trên.
Chữ micro (hoặc trong viết tắt là µ) viết liền trước các đơn vị trong hệ đo lường quốc tế để chỉ rằng đơn vị này được chia cho 1 000 000 lần. Xem thêm trang Độ lớn trong hệ đo lường quốc tế.